# André Poggenborg
André Poggenborg (* 17. September 1983 in Münster) ist ein deutscher Torwarttrainer und ehemaliger Fußballtorhüter.

## Karriere
Poggenborg kam 2002 aus der U-19 in die erste Mannschaft von Preußen Münster. Nach drei Jahren verließ er den Verein und wechselte zum MSV Duisburg, bei dem er nur in der zweiten Mannschaft zum Einsatz kam. Nach einem Jahr beim BV Cloppenburg wechselte er im Sommer 2007 zu Sportfreunde Lotte. Einschließlich eines Einsatzes im DFB-Pokal bestritt Poggenborg in drei Jahren 100 Pflichtspiele für Lotte. Bei seiner nächsten Station in Trier gewann er 2011 den Rheinlandpokal. Zwei Jahre später wechselte er zum SC Fortuna Köln. Nach dem Mittelrheinpokalsieg 2013 stieg er mit der Fortuna 2014 als Meister in die 3. Liga auf. Zur Saison 2017/18 räumte Poggenborg seinen Stammplatz im Tor und wurde Ersatz hinter Tim Boss. Zudem übernahm er den Posten des Torwarttrainers in Personalunion. Mit dem SC Fortuna Köln stieg er am Ende der Saison 2018/19 in die Regionalliga ab, womit sein Vertrag dort endete.
Nach einer halbjährigen, vereinslosen Pause war Poggenborg seit der Rückrunde der Saison 2019/20 Torwarttrainer beim Drittligisten SV Meppen.
Seit dem 1. Juli 2023 übt er diese Tätigkeit beim SC Preußen Münster aus.

## Erfolge
- Rheinlandpokal-Sieger: 2011
- Mittelrheinpokal-Sieger: 2013
- Aufstieg in die 3. Liga: 2014